# 截尾鮻
截尾鮻為輻鰭魚綱鯔形目鯔科的其中一種，分布於印度太平洋區，從紅海、東非至法屬波里尼西亞，北從日本至澳洲、新喀里多尼亞海域，體長可達63公分，棲息在沿岸海域、河口、潟湖、沿岸小溪，成群活動，可做為食用魚及觀賞魚。

## 擴展閱讀
維基物種上的相關：截尾鮻